# Consejo Nacional del Libro
El Consejo Nacional del Libro (CNLi) (en francés: Conseil national du livre) es un organismo consultivo dependiente del Ministerio de Cultura de Luxemburgo. Fue fundado el 15 de enero de 1998 a través de una disposición ministerial.
En el artículo 23 de la ley del 25 de junio de 2004 sobre la reorganización de las instituciones culturales el CNLi funcionará bajo la responsabilidad del Centro Nacional de Literatura. En el reglamento gran ducal del 5 de febrero de 2007 se determina la organización del CNLi. En dicho reglamento, también se deroga la disposición ministerial de 1998.

## Misión del CNLi

### Misión original de 1998[3][4]
El Consejo Nacional del Libro es un órgano consultivo que tiene como misión general analizar las solicitudes de ayudas y subvenciones dirigidas al Ministerio de Cultura según su conformidad con el objetivo de promover la creación literaria y la difusión de obras de valor literario.
Sigue teniendo la misión de estudiar, a instancias del Ministerio de Cultura, expedientes técnicos específicos sobre los aspectos mercantiles, fiscales y jurídicos, tanto a nivel nacional como internacional, de la creación literaria. A tal efecto, podrá ser invitado a participar en las reuniones del grupo de trabajo interministerial «edición».
Corresponderá al Consejo Nacional del Libro cualquier otra misión que le encomiende el Ministro de Cultura, o incluso el Gobierno, que se encuentre dentro del marco de sus atribuciones.

### Misión desde 2004[2][4]
... con carácter de órgano consultivo, y a los efectos de analizar las solicitudes de ayudas y subvenciones dirigidas al Ministro de Cultura en sus atribuciones, de acuerdo con su objetivo de promover la creación y difusión literaria. También tiene la misión de estudiar los expedientes que le presente dicho ministro en relación con la creación literaria, los premios literarios nacionales o el dominio editorial.

## Miembros del CNLi
En febrero de 2007, las siguientes personas fueron nombradas miembros del consejo por un período de tres años, renovable:
| Nombre               | Representado                                              |
| -------------------- | --------------------------------------------------------- |
| Denise Besch         | Ministerio de Cultura, Enseñanza Superior e Investigación |
| Robert Brachmond     | Ministerio de Educación Nacional y Formación Profesional  |
| Dirk Sumkötter       | Federación de Editores de Luxemburgo                      |
| Jean-Claude Diderich | Federación de Bibliotecarios de Luxemburgo                |
| Alexandra Fixmer     | Federación de Editores de Luxemburgo                      |
| Germaine Goetzinger  | Centro Nacional de Literatura                             |
| Jhemp Hoscheit       | Asociación de escritores                                  |
| Monique kiefer       | Biblioteca Nacional                                       |
| Paul Maas            |                                                           |
| Colette Mart         | Asociación de escritores                                  |
| Jean-Marie Reding    |                                                           |
| Romain Sahr          | Ministerio de Educación Nacional y Formación Profesional  |
| Pierre Schumacher    |                                                           |

Dirk Sumkötter fue, en esa instancia, presidente del Consejo Nacional del Libro.
El 16 de abril de 2007, Jhemp Hoscheit renunció. El 7 de marzo de 2008, Alexandra Fixmer y Jhemp Hoscheid fueron reemplazadas por Susanne Jaspers y Carmen Heyar por un reglamento granducal.
A lo largo de los años ha habido algunas reorganizaciones y desde agosto de 2019 las siguientes personas son miembros del consejo:
| Nombre                      | Representado                                                             |
| --------------------------- | ------------------------------------------------------------------------ |
| Myriam Bamberg              | Ministerio de Educación Nacional, Niñez y Adolescencia                   |
| Marc Binsfeld               | Editores de libros luxemburgueses                                        |
| Iris Depoulain              | Oficina de propiedad intelectual                                         |
| Fernand Ernst               | Federación de Bibliotecarios de Luxemburgo                               |
| Gusty Graas                 | Unión luxemburguesa de bibliotecas públicas                              |
| Nico Helminger (Presidente) | Escritor                                                                 |
| Romain Jeblick              | Organización de Derechos de Reproducción de Luxemburgo                   |
| Josée Kirps                 | Archivos nacionales de Luxemburgo                                        |
| Martine Mathay              | Biblioteca Nacional de Luxemburgo                                        |
| Jean-Marie Reding           | Asociación de Bibliotecarios, Documentalistas y Archiveros de Luxemburgo |
| Claudia Schneider-Schoo     | Iniciativa Alegría en la lectura                                         |
| Pascal Seil                 | Centro Nacional de Literatura                                            |
| Nora Si Abderrahmane        | Ministro de Cultura                                                      |
| Sophie Thoma                | Ministro de Cultura                                                      |
| Nora Wagenner               | Escritora                                                                |